# Alaranea alba
Espèce
Alaranea alba est une espèce d'araignées aranéomorphes de la famille des Cyatholipidae.

## Distribution
Cette espèce est endémique de la région de Menabe à Madagascar,.

## Description
Le mâle holotype mesure 1,80 mm et la femelle paratype 1,72 mm.

## Publication originale
- Griswold, 1997 : The spider family Cyatholipidae in Madagascar (Araneae, Araneoidea). The Journal of Arachnology, vol. 25, p. 53-83 (texte intégral).